# 广东女子职业技术学院
广东女子职业技术学院，简称广东女子学院，位于广东省广州市，广东女子职业技术学院是由广东省人民政府举办、教育部备案，广东省教育厅直属的全日制普通高等院校。学校代码:12742。

## 组织机构

### 党政管理机构
- 党政办公室
- 组织宣传统战部
- 纪检室（审计工作部）
- 学生工作部（招生与就业指导中心、武装部）
- 人力资源部（教师发展中心、教师工作部）
- 科技部（发展规划部）
- 教务部
- 财务部
- 后勤保卫部

### 教学机构
- 教育学院
- 外语外贸学院（国际交流学院）
- 旅游商贸学院
- 应用设计学院
- 管理学院
- 信息技术学院(筹)
- 数字创意学院(筹)
- 马克思主义学院（干部培训学院）
- 体育教学部
- 创业学院
- 继续教育学院

### 教辅机构
- 信息资源中心
- 教学质量监测与评估中心
- 职业培训中心

### 科研机构
- 女性教育研究中心